# Jerzy Hoffman
Jerzy Julian Hoffman (Krakkó, 1932. március 15. –) lengyel filmrendező és forgatókönyvíró, számos lengyel történelmi film rendezője. Henryk Sienkiewicz híres trilógiájának a megfilmesítője. Joanna Hoffman apja.

## Élete
Jerzy Hoffmann 1932. március 15-én született Krakkó-ban. Nyolcéves korában őt és családját Szibériába telepítették és a háború után térhetett vissza a szülőföldjére, Lengyelországba. Ezek után a Moszkvai Filmintézetben végzett tanulmányokat és első filmjét 1955-ben forgatta.

## Filmjei
- 2011 A varsói csata, 1920
- 2003 Régi mese - Amikor a nap Isten volt
- 1999 Tűzzel-vassal
- 1993 Piekna nieznajoma
- 1984 Wedle wyroków twoich...
- 1982 Znachor
- 1978 Do krwi ostatniej
- 1976 A leprás nő
- 1974 Özönvíz
- 1970 Mazowsze (TV rövidf.)
- 1969 A kislovag
- 1967 Ojciec (TV rövidf.)
- 1966 Jarmark cudów (rövidf.)
- 1965 Trzy kroki po ziemi
- 1964 Prawo i piesc
- 1964 Chwila wspomnien: rok 1956/1957 (rövidf.)
- 1963 Gengszterek és filantrópok
- 1963 Visitez Zakopane (dokumentum rövidf.)
- 1962 Patria o muerte (dokumentum)
- 1962 Spotkali sie w Hawanie (rövidf.)
- 1961 Dwa oblicza Boga (dokumentum rövidf.)
- 1961 Aby kwitlo zycie
- 1961 Hawana '61 (rövidf.)
- 1960 Pocztówki z Zakopanego (dokumentum rövidf.)
- 1960 Reportaz prosto z patelni (rövidf.)
- 1959 Gaudeamus (dokumentum)
- 1959 Kryptonim Oktan (dokumentum rövidf.)
- 1959 Tor
- 1959 Typy na dzis (dokumentum rövidf.)
- 1959 Zielona bariera (rövidf.)
- 1958 Karuzela Lowicka (rövidf.)
- 1958 Pamiatka z Kalwarii (dokumentum rövidf.)
- 1957 Na drogach Armenii (dokumentum rövidf.)
- 1957 Sopot 1957 (rövidf.)
- 1956 Dzieci oskarzaja (dokumentum rövidf.)
- 1955 Uwaga, chuligani! (dokumentum rövidf.)
- 1954 Czy jestes wsród nich? (dokumentum rövidf.)